# Brezová pod Bradlom
Brezová pod Bradlom (německy Birkenhain, maďarsky Berezó, do roku 1907 Brezova) je město v Trenčínském kraji na Slovensku. Žije v ní přibližně 4 800 obyvatel.

## Historie

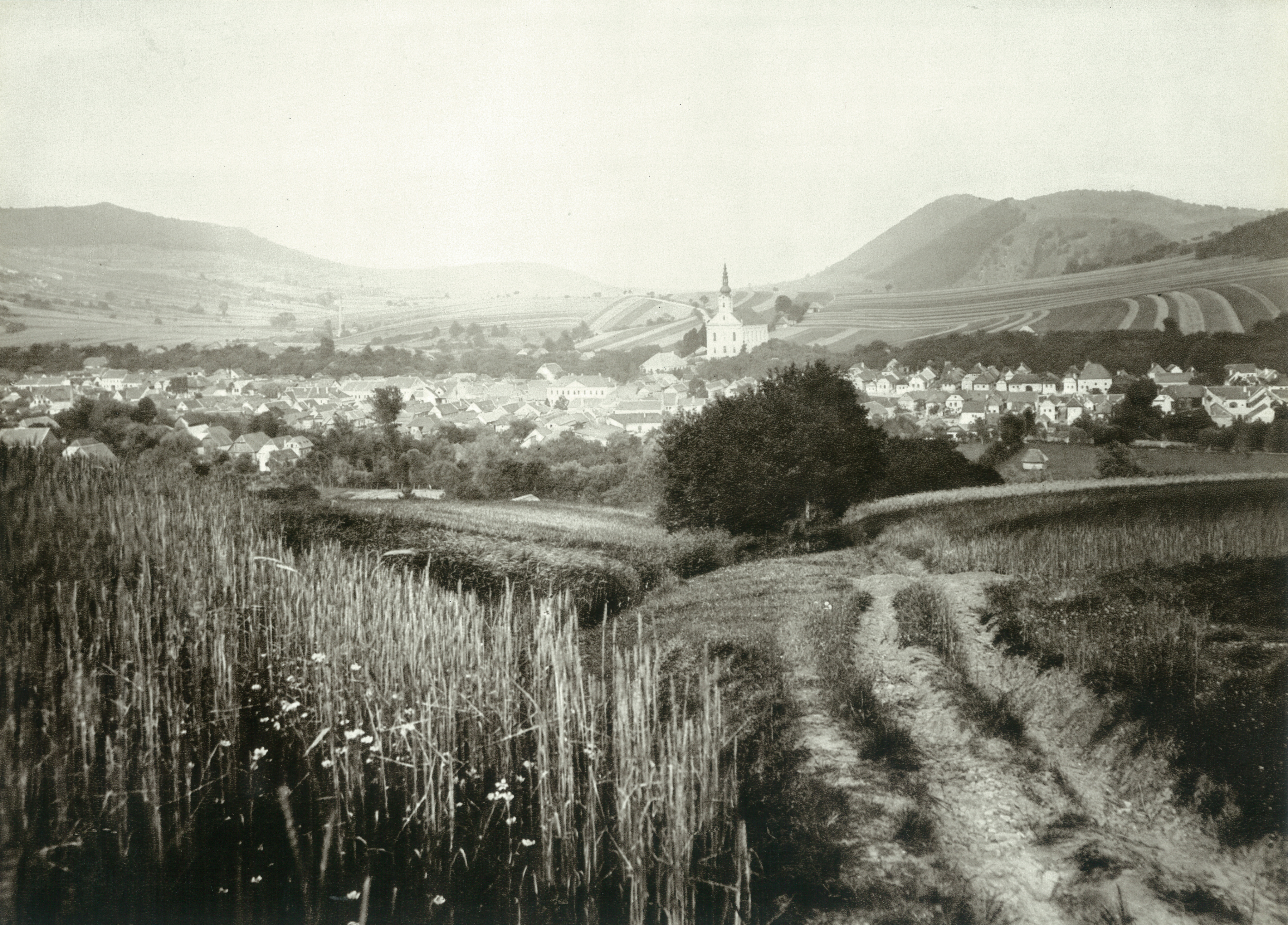
Brezová na přelomu 19. a 20. století. Fotografie: Pavel Socháň

První písemná zmínka o obci pochází z roku 1262. Pak zřejmě načas zpustla a další zmínka se objevuje až ve druhé polovině 16. století. Roku 1709 získala Brezová trhové právo a stala se městečkem. Následoval prudký nárůst počtu obyvatel, koncem 18. století jich zde žilo přes 5 tisíc (tedy více než dnes) a počátkem 19. století dokonce přes 6 tisíc. Brezová tehdy byla významným střediskem kožešnictví.
Naprostá většina obyvatel byla evangelického vyznání a zdejší tradice boje za svá náboženská práva se odrazila i v rozvoji slovenského národního hnutí, které bylo v kraji pod Bradlem obzvláště silné. Ve 40. letech 19. století zde jako kněz působil Jozef Miloslav Hurban, jehož projev roku 1848 patřil k rozbuškám slovenského povstání. V Brezové chvíli sídlila i tehdy vzniklá první Slovenská národní rada a 22. 9. zde slovenští dobrovolníci svedli bitvy s císařským vojskem a uherskými gardisty (na paměť toho je 22. září Dnem ozbrojených sil SR).
Během druhé poloviny 19. století začal počet obyvatel opět klesat, hlavně vlivem úpadku kožešnictví a sílícího vystěhovalectví (zejména do USA). Roku 1899 byla do Brezové přivedena železnice, slepá odbočka z trati Kúty–Trnava. Plán prodloužit tuto trať do Myjavy nebyl nikdy realizován.
Po vzniku Československa zde byla již 6. ledna 1919 otevřena první slovenskojazyčná měšťanská škola na Slovensku. Roku 1928 byla na Bradle postavena monumentální Štefánikova mohyla a název Brezové byl rozšířen na Brezovou pod Bradlom.
Po druhé světové válce došlo k rozvoji strojírenského průmyslu a masivní sídlištní výstavbě. Roku 1966 byla Brezová povýšena na město.

## Přírodní poměry
Město se nachází v severním podhůří Malých Karpat, patnáct kilometrů východně od Senice a deset kilometrů jižně od Myjavy. V obci se nachází římskokatolický renesanční kostel Nejsvětější Trojice z konce 16. století a neoklasicistní evangelický kostel z roku 1784. Na vrchu Bradlo nad městem je mohyla Milana Rastislava Štefánika. V katastrálním území města leží přírodní rezervace Ševcova skala.

## Osobnosti
- Samuel Jurkovič (1796–1873), učitel, národní buditel, kulturní činitel a zakladatel družstevnictví na Slovensku
- Jozef Miloslav Hurban (1817–1888), slovenský národní buditel, působil zde jako kaplan
- Dušan Jurkovič (1868–1947), architekt, působil zde
- Milan Rastislav Štefánik (1880–1919), politik a voják, spoluzakladatel Československa, narodil se v nedalekých Košariskách, pohřben na Bradle
- Štefan Osuský (1889–1973), politik, diplomat, rodák
- Ján Papánek (1896–1991), diplomat, rodák
- Ján Bzdúch (1922–2007), divadelní a filmový herec